# 금민
금민(琴民, 1962년 9월 3일 ~ )은 대한민국의 정치인이다. 2007년의 대한민국 제17대 대통령 선거에 사회당 후보로 출마해 슬로건 '새로운 진보, 담대한 제안'과 공약으로서 기본소득을 핵심으로 내걸었으며, 2010년 7월에는 서울특별시 은평을 보궐선거에도 출마하였다. 2013년 기준으로, 기본소득네트워크의 운영위원장을 맡고 있다.

## 약력
- 1981년 서울 양정고등학교 졸업
- 1985년 고려대학교 법학과 졸업
- 2001년 도이칠란트 괴팅겐 대학교 법학과 박사 과정 수료
- 2001~2003년 사회당 정치연수원 원장
- 2004~2006년 인터넷신문 프로메테우스 주필
- 2006~2008년 사회당 전 대표
- 2007년 17대 대통령선거 사회당 대통령후보
- 2008~2009년 사회대안포럼 운영위원장
- 2012년 사회당 상임고문
- 2012년 사회당 진보혁신과통합위원회 위원장
- 전 기본소득한국네트워크 운영위원장
- 현 기본소득한국네트워크 이사
- 현 정치경제연구소 대안 소장

## 생애

### 사회당 대선 후보로 출마
2001년 금민은 귀국했고 사회당 정치연수원장을 맡아 정치론 교육에 주력했다. 2003년 이후 김진균과 사회비판아카데미를 만들어 학술에 관계된 운동했다. 2004년에서 2006년까지 인터넷 신문 〈프로메테우스〉 주필로서 대한민국의 정치·민주주의·평화 문제 등을 주제로 글을 썼다. 2006년 금민은 당시 한국사회당인 사회당 미래전략기획단장을 맡았고 '사회적 공화주의'를 당의 방향으로 제안했다.
금민은 2006년 10월 사회당 대표로 취임했고 2007년 대한민국 대통령 선거에 후보로 출마했다. 금민은 슬로건으로 '새로운 진보, 담대한 제안'을 제시했고 출마 출사표에 "진보의 새로운 길을 찾고 사회에 관계된 공화국을 완성하겠다."라고 표방했다. 금민의 주장은 신자유주의가 국민이 생활하는 조건을 해체한다는 인식에서 출발해 보편하는 복지로써 국민을 통합하고 이것을 이용해 진정한 국민주권을 실현하겠다는 것이다. 금민은 대선 정책으로 기본소득 지급으로 보편적 복지 실현, 노동사회혁신기금으로 고용과 성장이 선순환하는 경제, 연기금의 사회책임투자로 재벌의 사회적 통제, 한반도 비핵평화 실현 등을 제시했다. 그러나 개표 결과 득표율은 0.1%를 기록해 금민은 득표를 책임지고 사회당 대표직을 사임했으며, 이후 진보 정치 혁신에 나서겠다고 밝혔다.

### 사회대안포럼 창립
금민은 2008년 10월, "촛불 집회에서 나타난 대중의 저항을 미래를 대상으로 한 대안과 결합하게 해야 한다."라는 취지로 사회대안포럼 을 창립했다. 사회대안포럼의 주요한 기획 위원은 금민 이외에도 인천대학교 경제학과 교수 이갑영, 계명대학교 사회학교수 임운택, 서울대학교 서양사 강사 안효상, 사회당 대표 최광은 등이었다. 사회대안포럼은 제1회 심포지엄인 '금융위기와 경제대안'을 시작으로 제2회 '금융시장 자본주의와 수탈경제' 제3회 '기본소득의 사회 대안적 가능성' 제4회 '의료민영화 논쟁과 대안' 제5회 '무상급식 어떻게 실현할 것인가' 등 총 다섯 차례의 심포지엄을 열었다.
금민은 일련의 심포지엄으로써 "현재의 자본주의는 공공의 것을 자본이 배타로 사유화해 수탈하는 수탈경제"라고 전제하고 금융자본을 대상으로 한 통제와 과세로써 전 국민에게 기본소득을 지급하자고 주장했다. 금민이 주장한 바로는, 기본소득은 "국민주권의 실현에 필수인 제반 조건을 보장하려는 것이라서 소득 보전 자체가 국민의 권리"이다. 기본소득에 필요한 재원을 대상으로 해 금민이 제안하는 방식은 불로소득인 토지 거래 이익과 금융 양도소득에 중과세하는 것이다. 금민은 기본소득이 도입되면 내수 중심 서민 경제가 살아나고 노동시간이 단축돼 일자리가 더 많이 분배될 것이라고 주장했다.

### 기본소득한국네트워크 창립
금민은 이러한 기본소득 운동에 동의하는 지식인과 활동가들과 함께 기본소득네트워크를 구성했고 이 단체의 주최로 2010년 1월 기본소득 국제학술대회가 서울특별시에 위치한 서강대학교에서 개최됐다. 기본소득 국제학술대회에는 기본소득지구네트워크[Basic Income Earth Network: BIEN]를 창설한 필립 판 파레이스, 브라질 시민기본소득법 제정의 주역인 브라질 상파울루주 노동자당 상원의원 에두아르도 수플리시, 도이칠란트 좌파 정당의 기본소득 연방연구의원 로날드 블라슈케, 기본소득일본네트워크 조정자인 야마모리 도루를 위시한 국외의 유명한, 기본소득 활동가와 연구자도 참여했다. 대회 참석자들은 기본소득서울선언을 공동으로 발표했다.

### 2010년 7월 은평을 보궐선거 출마
창조한국당 국회의원 문국현이 공천 과정에서 자금을 불법으로 수수한 혐의로 국회의원직을 박탈당하자 2010년 7월 28일 실시된, 은평을 보궐선거에서 유력한 후보는 한나라당 이재오였다. 금민은 이 선거에 사회당 후보로 출마했는데 민주노동당이 민주당 후보 장상과 후보를 단일화하자 진보신당을 비롯한 진보
```
진영은 금민을 진보 진영의 단일한 후보로 추대했다. 금민은 서울대학교 정치학과 교수 김세균, 경제학 박사 
우석훈
, 전 국회의원 노회찬을 비롯한 지식인·정치인·노동자·학생의 개별 지지와 진보신당·민주노총 서울본부를 위시한 정당·시민사회단체 32개에 지지받아 후보로 등록했다. 지지자들은 민주노동당을 향해 민주당 후보 장상이 아니라 금민과 진보 단일화를 이루라고 촉구하기도 했다.
[
14
]
```

금민은 자신을 '진보대안후보'이자 '진짜 야당'이라고 주장했다. 이명박 정부를 극복하려면 단순한 반대에만 머물러선 안 되고 투기 불로소득에 중과세하는 조세 재정 혁명, 탄소세 도입으로 재원 마련, 보편하는 복지와 본소득 지급 등 구체성을 띤 대안을 제시해야 한다는 것이다. 또한 금민은 민주노동당을 향해, 2002년 총리 서리 시절 부동산 투기, 장남의 아메리카합중국 국적 문제, 김활란상 제정 문제 등이 불거져 낙마했던 후보 장상과의 단일화는 진보의 가치를 저버린 것이라고 비판했다. 투표 결과 한나라당 후보 이재오가 당선했고 금민은 득표율 1%에 머물렀다. 금민 선거운동본부는 '묻지마 반MB연대'가 아닌 대안 중심의 연대가 시작된 것이 이번 선거의 성과이고 앞으로 진보 정치 재구성에 박차를 가하겠다고 밝혔다.

### 진보 혁신정당 추진
2011년에 들어서 민주당과 범야권과 진보당은 2012년의 정치 일정을 앞두고 통합과 재구성 논의를 본격으로 시작했다. 금민은 2011년 4월 사회당 진보혁신정당추진위원장을 맡아 진보 통합 논의에 참여했다. 금민은 민주당과 국민참여당은 신자유주의 세력이므로 진보당은 이런 정당과 선을 긋고 진보다운 대안 중심으로 통합해야 한다고 주장했다. 그간 민주노동당을 배타스럽게 지지해 온 전국민주노동조합총연맹을 대상으로 해서도, 조직 노동자 중심의 관점에서 민주노동당·진보신당 재통합만을 촉구하지 말고 불안정한 노동자를 중심에 두는 '새로운 노동자 정치 세력화'가 필요하다고 주장했다.
2011년 12월에 민주노동당, 국민참여당, 진보신당 탈당파 '통합연대'가 합해 통합진보당이 창당되었다.

### 노동당 탈당
용혜인-신지혜 지도부에 상임고문으로 합류했으나 진보신당계와의 마찰로 용혜인-신지혜 지도부가 사퇴하고 노동당을 탈당하자 용혜인-신지혜 지도부 위원들과 함께 탈당했다.
노동당을 탈당한 뒤 기본소득 네트워크 이사장으로 활동하다가 기본소득당이 창당되자 기본소득당에 합류했다.

## 최근 정치 활동
- 한미 FTA 폐기를 위한 시위 참가 "한미 FTA는 경제주권 포기이다"[20]
- [기고] 월가 점령 운동, 더 나은 사회를 위한 기회 <참세상>
- [기고] 파국이 기회와 손을 잡고 오고 있다 <레디앙>
- "1%에 맞선 99%의 행동. OCCUPY 여의도" 참가[21]
- 희망버스 탄압 중단 기자회견 참가[22]

## 저서
- 《사회적 공화주의》 (박종철출판사, 2007) ISBN 9788985022477
- 《기본소득의 정치철학적 정당성》 (진보평론 45호, 2010)
- 《모두의 몫을 모두에게》(동아시아출판사, 2020) ISBN : 9788962623307

## 갈이 보기
- 사회당

## 역대 선거 결과
|  | 0.07% |

|  | 0.55% |

## 같이 보기
- 홍세화

## 참고 자료
- “후보자 정보 - 금민 (琴民)”. 연합뉴스. 2007년 12월 3일에 확인함.
- 이병돈·류지원 인턴기자 (2007년 12월 3일). “[대선 군소후보를 만나다] 금민 "최악의 대선"  - [대학생 인턴기자단 대선 군소후보 전격 인터뷰] ② 금민 한국사회당 후보”. 노컷뉴스. 2007년 12월 3일에 확인함.[깨진 링크(과거 내용 찾기)]